# Caçapa
Cláudio Roberto da Silva (Lavras, Brasil, 29 de mayo de 1976), más conocido como Caçapa, es un exjugador y entrenador de fútbol brasileño. Actualmente es asistente técnico en el Botafogo.

## Carrera

### Como jugador
Caçapa empezó su carrera en 1996, jugando en el Atlético Mineiro de la liga brasileña donde se mantuvo en el primer equipo sin problemas, y completó buenas actuaciones. En 1999, consiguió el premio Bola do Prata (Balón de Plata), al mejor defensa de la temporada en el Campeonato Série A brasileño.
A comienzos del 2001, fue fichado por el Olympique de Lyon.Jugó su primer partido en la Ligue 1 en febrero de 2001 y marcó en la final de la Copa de la Liga que el club ganó después de la prórroga.Su contrato expiró a finales de la temporada 2006-07 y no fue renovado, dejando al jugador libre para negociar con otro equipo.
El 3 de agosto de 2007, fue contratado por el Newcastle United como agente libre y firmó un contrato inicial por dos años.Después de una temporada repleta de lesiones, realizó su última aparición en diciembre de 2008.Con el descenso del club consumado, su contrato no fue renovado luego de que venciera el 30 de junio de 2009.
En agosto de 2009, fue anunciado como refuerzo del Cruzeiro.En noviembre de 2010, tras sufrir un esguince de rodilla derecha, el jugador se sometió a una cirugía para corregir una lesión de menisco.En enero de 2011, fue liberado de su contrato.
El 24 de enero de 2011, fue fichado por el Évian, que disputaba la Ligue 2, con un contrato de seis meses con opción a renovación por un mes más.Si bien formó parte del equipo que ascendió a la Ligue 1, decidió no renovar su contrato con el club francés y regresó a Brasil.
En julio de 2011, fichó como refuerzo del Avaí.Sin embargo, su paso por el club se vio perjudicado por una grave lesión que sufrió a mitad del campeonato.Al final de la temporada, fue liberado de su contrato tras el descenso del equipo.El 19 de marzo de 2012, anunció su retiro del fútbol profesional a la edad de 35 años.

### Selección nacional
El gran rendimiento de Caçapa en el Atlético Mineiro le valió una convocatoria para la selección de Brasil e hizo su debut el 23 de febrero de 2000 contra Tailandia. En total, disputó tres partidos internacionales y uno no oficial contra el club japonés Tokyo Verdy.

### Como entrenador
En diciembre de 2013, Caçapa fue contratado como entrenador de la selección sub-15 de Brasil.Con la elección de Erasmo Damiani como coordinador de la juventud de la CBF, fue apartado de su cargo en febrero de 2015.
Luego de siete años como asistente técnico en el Olympique de Lyon, asumió como técnico interino del Botafogo en junio de 2023.Un mes más tarde, asumió al frente del RWD Molenbeek.No obstante, en febrero de 2024, dejó su cargo después de una serie de malos resultados.
El 13 de febrero de 2025, Caçapa regresó a Botafogo como asistente técnico permanente, siendo nombrado también entrenador interino del equipo principal en reemplazo de Carlos Leiria.

## Clubes

### Como jugador
| Club              | País       | Año       | Partidos | Goles |
| ----------------- | ---------- | --------- | -------- | ----- |
| Atlético Mineiro  | Brasil     | 1996-2001 | 68       | 2     |
| Olympique de Lyon | Francia    | 2001-2007 | 125      | 7     |
| Newcastle United  | Inglaterra | 2007-2009 | 25       | 1     |
| Cruzeiro          | Brasil     | 2009-2011 | 22       | 1     |
| Évian             | Francia    | 2011      | 12       | 1     |
| Avaí              | Brasil     | 2011      | 6        | 0     |

### Como entrenador
| Club                       | País    | Año       |
| -------------------------- | ------- | --------- |
| Selección sub-15 de Brasil | Brasil  | 2013-2015 |
| Botafogo (interino)        | Brasil  | 2023      |
| RWD Molenbeek              | Bélgica | 2023-2024 |
| Botafogo (interino)        | Brasil  | 2025      |

## Palmarés

### Como jugador

#### Campeonatos regionales
| Título             | Club             | Estado       | Año  |
| ------------------ | ---------------- | ------------ | ---- |
| Campeonato Mineiro | Atlético Mineiro | Minas Gerais | 1997 |

#### Campeonatos nacionales
| Título               | Club              | País    | Año     |
| -------------------- | ----------------- | ------- | ------- |
| Copa de la Liga      | Olympique de Lyon | Francia | 2000-01 |
| Supercopa de Francia | Olympique de Lyon | Francia | 2002    |
| Division 1           | Olympique de Lyon | Francia | 2001-02 |
| Ligue 1              | Olympique de Lyon | Francia | 2002-03 |
| Supercopa de Francia | Olympique de Lyon | Francia | 2003    |
| Ligue 1              | Olympique de Lyon | Francia | 2003-04 |
| Supercopa de Francia | Olympique de Lyon | Francia | 2004    |
| Ligue 1              | Olympique de Lyon | Francia | 2004-05 |
| Supercopa de Francia | Olympique de Lyon | Francia | 2005    |
| Ligue 1              | Olympique de Lyon | Francia | 2005-06 |
| Supercopa de Francia | Olympique de Lyon | Francia | 2006    |
| Ligue 1              | Olympique de Lyon | Francia | 2006-07 |

#### Campeonatos internacionales
| Título        | Club             | Sede           | Año  |
| ------------- | ---------------- | -------------- | ---- |
| Copa Conmebol | Atlético Mineiro | Belo Horizonte | 1997 |

#### Otros logros
| Título               | Club                         | País    | Año     |
| -------------------- | ---------------------------- | ------- | ------- |
| Ascenso a la Ligue 1 | Thonon Évian Grand Genève FC | Francia | 2010-11 |